# Taff

Ehemaliges Logo (2004–2012)

taff (Akronym für „täglich, aktuell, frisch, frech“) ist ein deutsches Boulevardmagazin, das montags bis freitags um 17:00 Uhr im Nachmittagsprogramm, und am Sonntag um 18:05 Uhr als taff Weekend auf ProSieben ausgestrahlt wird.

## Geschichte
taff ging erstmals am 29. Mai 1995 auf Sendung, anfangs als taff. (mit Punkt). Die kurzen Beiträge oder Wochenserien behandeln vor allem Hollywood-Klatsch, Jugend- und Popkultur sowie Neuigkeiten aus aller Welt. Die Sendung wird in Unterföhring bei München produziert. Studiodesign und Moderatoren wechselten mehrfach, als Sprecher fungieren seit 1995 Dominik Schott, Frank Wölfel und Tina Ly.
Neben der wochentäglichen Sendung gab es von 1998 bis 1999 die Sendung taff Extra, die von Alexander Mazza und später von Steven Gätjen moderiert wurde. Diese Sendung zeigte am Wochenende eine Zusammenfassung von ausgewählten Beiträgen der Woche.
Am 28. Mai 2003 wurde die zweitausendste Sendung ausgestrahlt. Seit dem 23. April 2012 sendet taff aus einem neuen Studio. Das Logo wurde erneuert. Das Motto lautet Life. Style. Smile. Im September 2017 wurde zusätzlich taff weekend eingeführt. Die Wochenendausgabe lief zunächst samstags um 17:00 Uhr, seit September 2021 wird taff weekend sonntags um 18:05 Uhr gesendet.

## Moderatoren
| Moderator            | Beginn | Ergänzendes                  |
| -------------------- | ------ | ---------------------------- |
| Annemarie Carpendale | 2005   |                              |
| Daniel Aminati       | 2009   |                              |
| Rebecca Mir          | 2012   |                              |
| Viviane Geppert      | 2016   |                              |
| Christian Düren      | 2017   |                              |
| Neda Peemüller       | 2023   | 2022 Beginn bei taff weekend |
| Christian Loß        | 2025   |                              |

| Moderator         | Beginn | Ende | Ergänzendes                                         |
| ----------------- | ------ | ---- | --------------------------------------------------- |
| Sabine Noethen    | 1995   | 1997 |                                                     |
| Eva Mähl          | 1997   | 1998 |                                                     |
| Britta Sander     | 1998   | 2001 |                                                     |
| Steven Gätjen     | 1999   | 2001 | 1999: taff extra                                    |
| Alexander Mazza   | 1998   | 1998 | taff extra                                          |
| Anna Bosch        | 2001   | 2002 |                                                     |
| Stefan Pinnow     | 2001   | 2002 |                                                     |
| Dominik Bachmair  | 2002   | 2005 |                                                     |
| Miriam Pielhau    | 2002   | 2005 |                                                     |
| Stefan Gödde      | 2005   | 2009 |                                                     |
| Charlotte Würdig  | 2007   | 2009 | Vertretung für Annemarie Carpendale                 |
| Simon-Paul Wagner | 2008   | 2008 | Vertretung für Stefan Gödde                         |
| Nela Lee          | 2009   | 2014 | Zunächst Vertretung für Annemarie Carpendale        |
| Thore Schölermann | 2012   | 2024 |                                                     |
| Bonnie Strange    | 2015   | 2016 | Vertretung für Annemarie Carpendale und Rebecca Mir |

## Besondere Ausgaben
Zum Gewinn des Eurovision Song Contest 2010 zeigte taff am 30. Mai 2010 live die Ankunft von Lena Meyer-Landrut in Hannover, während die Aufnahmen auf dem Ersten als Unser Star für Oslo spezial gezeigt und von Matthias Opdenhövel und Sabine Heinrich präsentiert wurden. Die zweite Hälfte, die nur bei taff gesendet wurde, wurde von Steven Gätjen moderiert.
Am 17. Juni 2019 übernahmen Joko Winterscheidt und Klaas Heufer-Umlauf für einen Tag die Moderation der Sendung auf Grund einer Wetteinlösung der Show Joko & Klaas gegen ProSieben.